# Boarmia kaibatonis
Boarmia kaibatonis är en fjärilsart som beskrevs av Matsumura 1925. Boarmia kaibatonis ingår i släktet Boarmia och familjen mätare. Inga underarter finns listade i Catalogue of Life.